# Radio Free Asia
Radio Free Asia (RFA) (ungefär: Asiens fria radio) är en privat radiostation som ägs av den amerikanska federala myndigheten U.S. Agency for Global Media och har sändningar på nio asiatiska språk.